# Joseph Hanefeldt

Wappen von Joseph Gerard Hanefeldt

Joseph Gerard Hanefeldt (* 25. April 1958 in Creighton, Nebraska, USA) ist Bischof von Grand Island.

## Leben
Joseph Hanefeldt empfing am 14. Juli 1984 das Sakrament der Priesterweihe für das Erzbistum Omaha.
Am 14. Januar 2015 ernannte ihn Papst Franziskus zum Bischof von Grand Island. Der Erzbischof von Omaha, George Joseph Lucas, spendete ihm am 19. März desselben Jahres die Bischofsweihe; Mitkonsekratoren waren der Weihbischof in Saint Paul and Minneapolis, Lee Anthony Piché, und der Bischof von Rapid City, Robert Dwayne Gruss.